# 대니얼 리버스킨드

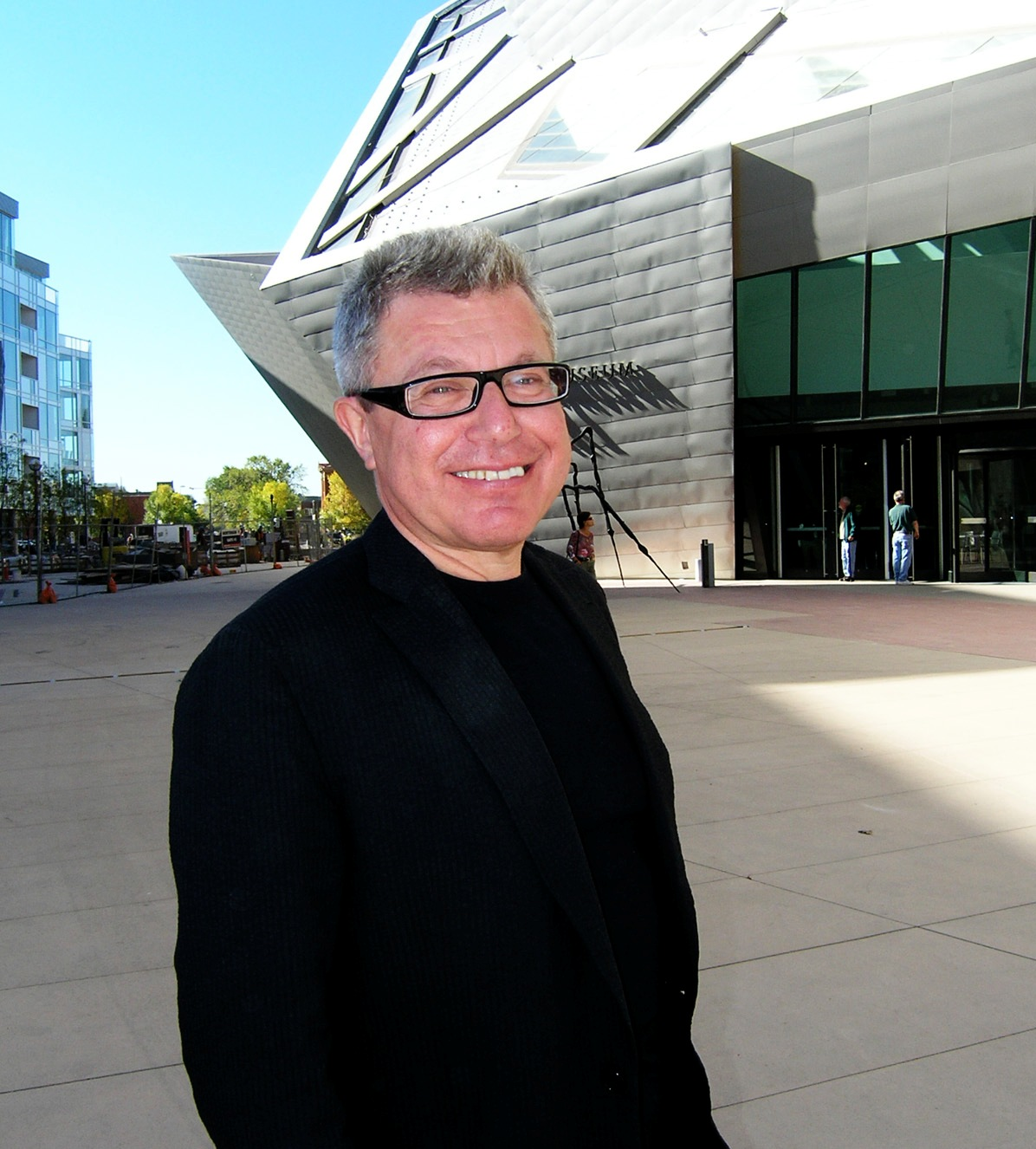
대니얼 리버스킨드

대니얼 리버스킨드(영어: Daniel Libeskind, 1946년 5월 12일 폴란드 우치 ~ )는 미국의 건축가로, 유대계 폴란드인이다.

## 약력
- 1946년 5월 12일 폴란드 우치에서 출생
- 1957년 이스라엘 이주
- 1959년 미국 뉴욕 유학
- 1965년 미국으로 귀화
- 1970년 뉴욕 쿠퍼 유니온 대학 건축학사 취득
- 1972년 영국 에식스 대학교 비교학과 건축사&건축이론 석사학위 취득
- 1978년-1985년 크랜브룩 예술 아카데미 건축학부 학장
- 1985년 존 파울 게티 재단 장학금 수상(당시 하버드 대학교 객원교수)
- 1986년-1989년 이탈리아 밀라노 비영리 사립건축학교 인티문다움설립. 디렉터로 활동
- 1988년 시카고 일리노이 주립 대학교 루이스 설리반 명예교수
- 1991년 런던 대학교 베니스 플레처 명예교수
- 1992년 코펜하겐 데니스 예술아카데미 객원교수 및 예일 대학교 데이븐 코트 체어 역임
- 1993년 3월 동베를린 바이센세 건축설계 아카데미 초청교수 . 하노버대학교 객원교수
- 현재 캘리포니아 대학교 로스앤젤레스(UCLA)의 전임교수. 오스트리아 그라츠 대학교 객원교수